# Fender
 For alternative betydninger, se Fender (flertydig). (Se også artikler, som begynder med Fender)
Fender Musical Instruments Corporation normalt kaldet Fender er et udbredt fabrikat af guitarer, el-basser, fra 1964-85 Fender Rhodes elektronisk piano, og guitarforstærkere. Fender Musical Instruments Corporation (tidligere Fender Electric Instrument Company) blev grundlagt af Clarence "Leo" Fender i 1946. 
Leo Fender udviklede i 1951 den første serieproducerede elektriske guitar med massiv krav krop. Guitaren blev fremstillet under navnet Fender Esquire og havde en enkelt pick-up, men Fender påbegyndte kort efter produktionen af en næsten identisk guitar med to pick-up'er, som blev solgt under navnet Fender Telecaster. I 1954 blev elguitaren Stratocaster introduceret. Leo Fender solgte sit firma til CBS i 1965 og startede senere guitarproducenten G&L i 1979 sammen med George Fullerton og Dale Hyatt. G&L stod for George & Leo, men blev senere ændret til Guitars by Leo.

## Guitar
- Stratocaster
- Telecaster
- Showmaster
- Esquire
- Jaguar
- Lead
- Jazzmaster
- Mustang
- Artist Models
- Starcaster
- Fender Music Master
- Fender Coronado
- Fender 12 strenget
- Fender Swinger (Bliver også kaldt Fender Music lander eller Fender Arrow)

## Bas
- Precision Bass
- Jazz Bass
- Jaguar
- Mustang Bass
- Artist Models

Precision er den første model, der kom frem i 1952 og er også den første elektriske bas i musikhistorien.

## Forstærker
Fender har et bredt udvalg af guitarforstærkere. Mest kendte er Bassman, Fender Reverb, Cyber-Twin, Blues Junior, Blues DeVille m.f.

## Andre selskaber
Fender ejer også andre selskaber der producerer musikinstrumenter:
- Fender Squier
- Gretsch
- Jackson
- SWR
- Guild Guitars
- Charvel Guitars
- Brand X
- Tacoma Guitars
- EVH